# Walter Niesner
Walter Niesner (* 1. Dezember 1918 in Wien; † 4. November 2003 ebenda) war ein österreichischer Radiosprecher.

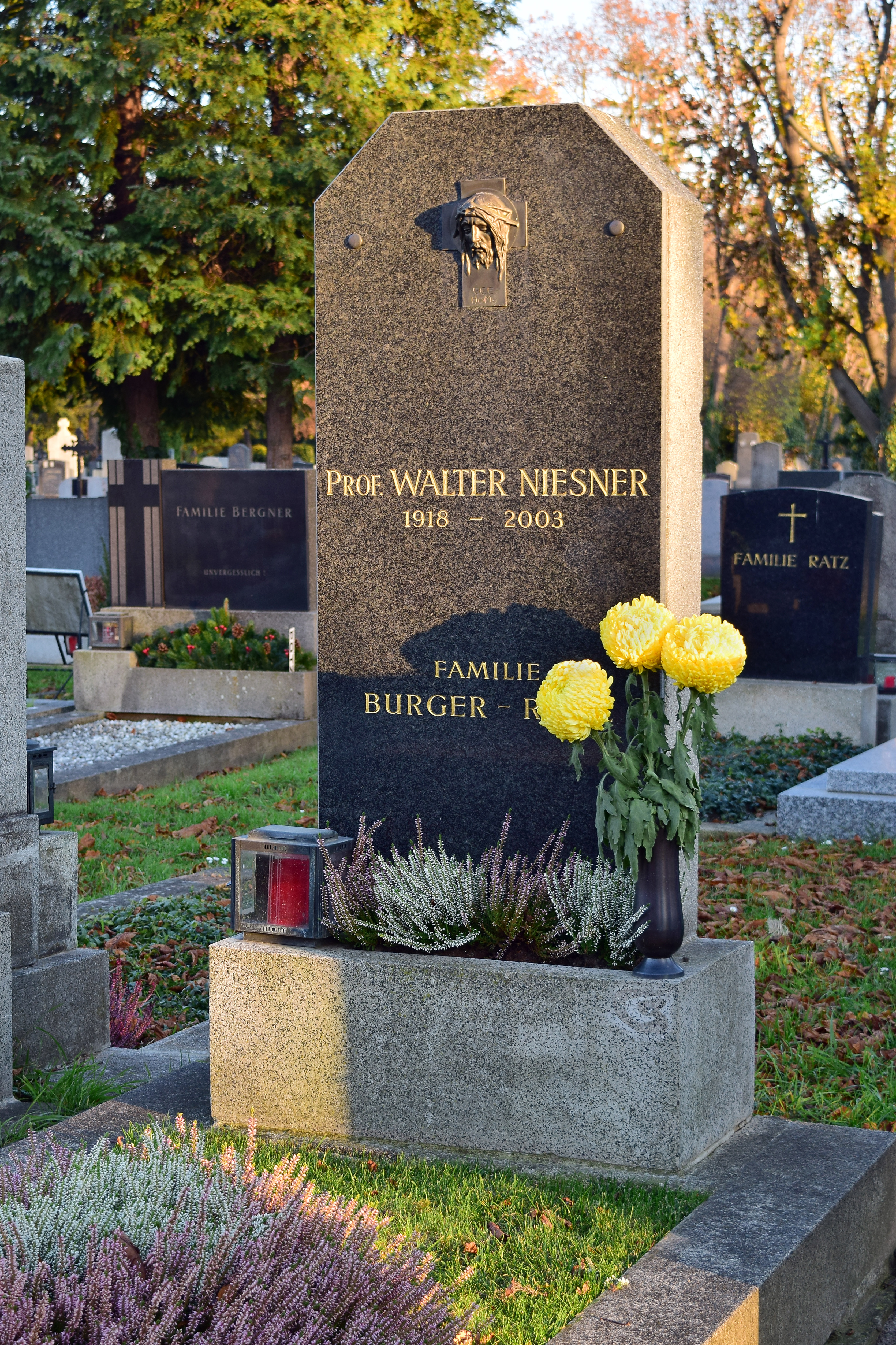
Niesners Grab auf dem Wiener Zentralfriedhof

20 Jahre lang, von 1962 bis 1982, leitete Niesner Österreichs beliebteste tägliche Radiosendung mit dem Titel Autofahrer unterwegs, die auf ihrem Höhepunkt von mehr als zwei Millionen Menschen gehört wurde. Seine ebenso beliebte Kollegin wurde dort die 2019 verstorbene Rosemarie Isopp, sein Nachfolger als Leiter der Sendung Kurt Votava, der sie bis zur Einstellung 1999 betreute.
Seit März 1946 War Niesner als Sprecher für die RAVAG - den Vorläufer des Österreichischen Rundfunks (ORF) in der russischen Besatzungszone tätig. Er moderierte Quizsendungen wie „Verachtet mir die Meister nicht“ und „Österreicher über Österreich“.
Als Kämpfer für die Anliegen kranker und in Not geratener Menschen stellte er sich wiederholt in den Dienst humanitärer Aktionen wie „Kampf dem Krebs“ und „Schach dem Herztod“. Sein Lebens-Motto „Seid gut zueinander!“ wurde zum geflügelten Wort, welches sogar in einem Schlager von Komponist Theo Ferstl verewigt und von Ditta Dunah, Gesang, begleitet vom Orchester Herbert Seiter gesungen wurde (ORF-Aufnahme)
Sein ehrenhalber gewidmetes Grab
befindet sich auf dem Wiener Zentralfriedhof (Gruppe 88, Reihe 27, Grab 69).
Walter Niesner war von 1967 bis zu seiner Deckung 1980 Mitglied der Freimaurerloge Libertas.